# كومن
كومن (بالإنجليزية: Common)‏ (و. 1972  م) هو رابر، ، ومنتج أسطوانات، وشاعر، وموسيقي، وعارض، ومغني، وكاتب أغاني، وممثل أفلام أمريكي، ولد في شيكاغو.

## التعليم
تعلم في جامعة الزراعية والميكانيكية في فلوريدا، وLuther High School South ‏، والجامعة الجنوبية.

## جوائز وترشيحات
حصل على جوائز منها:
جوائز
- جائزة غرامي لأفضل أغنية R&B (2002)
- جائزة غرامي لأفضل أداء راب لفريق أو ثنائي [الإنجليزية]‏ (2007)
- BET Award for Video of the Year [الإنجليزية]‏ (2003)
- BET Her Award [الإنجليزية]‏ (2012)

ترشيحات
- جائزة غرامي لأفضل أداء راب/مغني (2005)
- جائزة غرامي لأفضل أداء راب/مغني (2010)
- جائزة غرامي لأفضل ألبوم راب (2005)
- جائزة غرامي لأفضل ألبوم راب (2007)
- جائزة غرامي لأفضل ألبوم راب (2009)
- NAACP Image Award for Outstanding Male Artist [الإنجليزية]‏ (2006)
- NAACP Image Award for Outstanding Male Artist [الإنجليزية]‏ (2008)
- NAACP Image Award for Outstanding Male Artist [الإنجليزية]‏ (2009)
- NAACP Image Award for Outstanding Male Artist [الإنجليزية]‏ (2012)
- جائزة الجمعية الوطنية الأمريكية لإنجازات الملونين لأفضل ممثل سينمائي [الإنجليزية]‏ (2011)
- NAACP Image Award for Outstanding Song [الإنجليزية]‏ (2003)
- NAACP Image Award for Outstanding Song [الإنجليزية]‏ (2006)
- جائزة الصورة للرابطة الوطنية لتقدم ذوي البشرة الملونة عن فئة الأعمال الأدبية المبهرة [الإنجليزية]‏ (2007)
- جائزة الأداء الزوجي أو الجماعي المبهر للجمعية الوطنية للنهوض بالملونين [الإنجليزية]‏ (2003)
- MTV Video Music Award for Best Hip-Hop Video [الإنجليزية]‏ (2005)
- MTV Video Music Award for Best Hip-Hop Video [الإنجليزية]‏ (2006)
- جائزة غرامي لأفضل أداء منفرد لأغنية راب [الإنجليزية]‏ (2000)
- جائزة غرامي لأفضل أداء منفرد لأغنية راب [الإنجليزية]‏ (2005)
- جائزة غرامي لأفضل أداء منفرد لأغنية راب [الإنجليزية]‏ (2007)
- جائزة غرامي لأفضل أداء راب لفريق أو ثنائي [الإنجليزية]‏ (2005)
- جائزة غرامي لأفضل أداء راب لفريق أو ثنائي [الإنجليزية]‏ (2009)
- BET Award for Best Actor [الإنجليزية]‏ (2009)
- BET Award for Best Actor [الإنجليزية]‏ (2012)
- BET Award for Best Actor [الإنجليزية]‏ (2013)
- BET Award for Best Actor [الإنجليزية]‏، عن عمل: الأقدام المرحة 2 (2009)
- BET Award for Best Actor [الإنجليزية]‏، عن عمل: الأقدام المرحة 2 (2012)
- BET Award for Best Actor [الإنجليزية]‏، عن عمل: الأقدام المرحة 2 (2013)
- BET Award for Best Actor [الإنجليزية]‏، عن عمل: حياة تيموثي غرين الغريبة (2009)
- BET Award for Best Actor [الإنجليزية]‏، عن عمل: حياة تيموثي غرين الغريبة (2012)
- BET Award for Best Actor [الإنجليزية]‏، عن عمل: حياة تيموثي غرين الغريبة (2013)
- BET Award for Best Actor [الإنجليزية]‏، عن عمل: ليلة رأس السنة (2009)
- BET Award for Best Actor [الإنجليزية]‏، عن عمل: ليلة رأس السنة (2012)
- BET Award for Best Actor [الإنجليزية]‏، عن عمل: ليلة رأس السنة (2013)
- BET Award for Best Actor [الإنجليزية]‏، عن عمل: وانتد (2009)
- BET Award for Best Actor [الإنجليزية]‏، عن عمل: وانتد (2012)
- BET Award for Best Actor [الإنجليزية]‏، عن عمل: وانتد (2013)
- BET Award for Best Collaboration [الإنجليزية]‏ (2003)
- BET Award for Viewer's Choice [الإنجليزية]‏ (2003)
- Grammy Award for Best Urban/Alternative Performance [الإنجليزية]‏ (2002)
- MTV Video Music Award – MTV2 Award [الإنجليزية]‏ (2003)
- جائزة الجمعية الوطنية لإنجازات الملونين لأفضل فيديو كليب [الإنجليزية]‏ (2003)
- جائزة الجمعية الوطنية لإنجازات الملونين لأفضل فيديو كليب [الإنجليزية]‏ (2006)
- Soul Train Music Award for Best R&B/Soul Single – Female [الإنجليزية]‏ (2003)
- Soul Train Music Award for Best R&B/Soul Single – Group, Band or Duo [الإنجليزية]‏ (2006)
- Soul Train Music Award for Best Video of the Year [الإنجليزية]‏ (2006)
- MTV Video Music Award – Breakthrough Video [الإنجليزية]‏ (2001)
- MTV Video Music Award for Best Direction [الإنجليزية]‏ (2006)
- MTV Video Music Award for Best Art Direction [الإنجليزية]‏ (2006)

ترشح لـ:
- BET Award for Best Actor [الإنجليزية]‏، عن عمل: حياة تيموثي غرين الغريبة، وLUV (film) [الإنجليزية]‏، والجحيم على عجلات (2013)
- NAACP Image Award for Outstanding Male Artist [الإنجليزية]‏ (2012)
- BET Award for Best Actor [الإنجليزية]‏، عن عمل: حواء السنة الجديدة، والجحيم على عجلات، والأقدام المرحة 2 (2012)
- BET Her Award [الإنجليزية]‏ (2012)
- جائزة الجمعية الوطنية الأمريكية لإنجازات الملونين لأفضل ممثل سينمائي [الإنجليزية]‏، عن عمل: Just Wright [الإنجليزية]‏ (2011)
- جائزة غرامي لأفضل أداء راب/مغني (2010)
- جائزة غرامي لأفضل أداء راب لفريق أو ثنائي [الإنجليزية]‏ (2009)
- BET Award for Best Actor [الإنجليزية]‏، عن عمل: وانتد، وحتى نهاية الليل (2009)
- NAACP Image Award for Outstanding Male Artist [الإنجليزية]‏ (2009)
- جائزة غرامي لأفضل ألبوم راب، عن عمل: Universal Mind Control [الإنجليزية]‏ (2009)
- NAACP Image Award for Outstanding Male Artist [الإنجليزية]‏ (2008)
- جائزة غرامي لأفضل أداء منفرد لأغنية راب [الإنجليزية]‏ (2007)
- جائزة غرامي لأفضل ألبوم راب، عن عمل: Finding Forever [الإنجليزية]‏ (2007)
- جائزة غرامي لأفضل أداء راب لفريق أو ثنائي [الإنجليزية]‏ (2007)
- جائزة الصورة للرابطة الوطنية لتقدم ذوي البشرة الملونة عن فئة الأعمال الأدبية المبهرة [الإنجليزية]‏ (2007)
- Soul Train Music Award for Best Video of the Year [الإنجليزية]‏ (2006)
- MTV Video Music Award for Best Hip-Hop Video [الإنجليزية]‏ (2006)
- MTV Video Music Award for Best Art Direction [الإنجليزية]‏ (2006)
- MTV Video Music Award for Best Direction [الإنجليزية]‏ (2006)
- Soul Train Music Award for Best R&B/Soul Single – Group, Band or Duo [الإنجليزية]‏ (2006)
- جائزة الجمعية الوطنية لإنجازات الملونين لأفضل فيديو كليب [الإنجليزية]‏ (2006)
- NAACP Image Award for Outstanding Male Artist [الإنجليزية]‏ (2006)
- NAACP Image Award for Outstanding Song [الإنجليزية]‏، عن عمل: Testify (Common song) [الإنجليزية]‏ (2006)
- جائزة غرامي لأفضل أداء راب/مغني (2005)
- MTV Video Music Award for Best Hip-Hop Video [الإنجليزية]‏ (2005)
- جائزة غرامي لأفضل ألبوم راب، عن عمل: Be (Common album) [الإنجليزية]‏ (2005)
- جائزة غرامي لأفضل أداء راب لفريق أو ثنائي [الإنجليزية]‏ (2005)
- جائزة غرامي لأفضل أداء منفرد لأغنية راب [الإنجليزية]‏ (2005)
- BET Award for Best Collaboration [الإنجليزية]‏، عن عمل: Love of My Life (An Ode to Hip-Hop) [الإنجليزية]‏ (2003)
- BET Award for Viewer's Choice [الإنجليزية]‏، عن عمل: Love of My Life (An Ode to Hip-Hop) [الإنجليزية]‏ (2003)
- Soul Train Music Award for Best R&B/Soul Single – Female [الإنجليزية]‏، عن عمل: Love of My Life (An Ode to Hip-Hop) [الإنجليزية]‏ (2003)
- جائزة الأداء الزوجي أو الجماعي المبهر للجمعية الوطنية للنهوض بالملونين  [لغات أخرى]‏ (2003)
- NAACP Image Award for Outstanding Song [الإنجليزية]‏، عن عمل: Love of My Life (An Ode to Hip-Hop) [الإنجليزية]‏ (2003)
- BET Award for Video of the Year [الإنجليزية]‏ (2003)
- جائزة الجمعية الوطنية لإنجازات الملونين لأفضل فيديو كليب [الإنجليزية]‏ (2003)
- MTV Video Music Award – MTV2 Award [الإنجليزية]‏ (2003)
- جائزة غرامي لأفضل أغنية R&B، عن عمل: Love of My Life (An Ode to Hip-Hop) [الإنجليزية]‏ (2002)
- Grammy Award for Best Urban/Alternative Performance [الإنجليزية]‏ (2002)
- MTV Video Music Award – Breakthrough Video [الإنجليزية]‏ (2001)
- جائزة غرامي لأفضل أداء منفرد لأغنية راب [الإنجليزية]‏ (2000).

## وصلات خارجية
- كومن على موقع IMDb (الإنجليزية)
- كومن على موقع روتن توميتوز (الإنجليزية)
- كومن على موقع ألو سيني (الفرنسية)
- كومن على موقع ميوزك برينز (الإنجليزية)
- كومن على موقع رولينغ ستون (الإنجليزية)
- كومن على موقع تيرنر كلاسيك موفيز (الإنجليزية)
- كومن على موقع أول موفي (الإنجليزية)
- كومن على موقع بوكس أوفيس موجو (الإنجليزية)
- كومن على موقع قاعدة بيانات الأفلام السويدية (السويدية)
- كومن على موقع إن إن دي بي (الإنجليزية)